# Sonnenfinsternis vom 11. Juni 2048
Die ringförmige Sonnenfinsternis vom 11. Juni 2048 spielt sich größtenteils über
Nordamerika, Europa, Russland, Nordafrika und dem westlichen Asien sowie der Arktis und dem Nordatlantik ab. Mittelamerika und die Karibik erleben die Sonnenfinsternis beim Sonnenaufgang.
Das Maximum der Finsternis liegt im Atlantik ca. 200 km südöstlich von Island; die Dauer der Ringförmigkeit liegt dort bei 4 Minuten und 58 Sekunden.

## Verlauf
Die Zone der Ringförmigkeit beginnt bei Sonnenaufgang im US-Bundesstaat Kansas und zieht in nordwestliche Richtung über Iowa, Wisconsin und Michigan nach Kanada. Dort werden Ontario, Québec und Neufundland überstrichen, bevor die Zone den Atlantik erreicht. Die Südspitze Grönlands liegt ebenfalls in der Zone der Ringförmigkeit, wie die Südhälfte Islands und die Nordküste der Färöerinseln.
Am frühen Nachmittag werden Mittelnorwegen und Mittelschweden, die bevölkerungsstarken Landesteile beider Länder, die Ringförmigkeit erleben. Die Zone der Ringförmigkeit überquert die Ostsee und das Baltikum, wobei nur Lettland fast vollständig überdeckt wird, sowie der Norden Litauens und der Süden Estlands. Der weitere Weg der Ringförmigkeit zieht sich nun entlang der Grenzen zwischen Russland und Belarus bzw. der Ukraine, bevor das Kaspische Meer erreicht wird. Der restliche Bereich der ringförmigen Zone zieht sich entlang der Grenze zwischen Turkmenistan und Kasachstan bzw. Usbekistan. Die Finsternis endet bei Sonnenuntergang in Afghanistan, wobei kleine Teile von Tadschikistan und Pakistan eben noch erreicht werden.
Für diese Finsternis ergeben sich durch die um ca. 19 Sekunden differierenden Annahmen des Delta T (NASA: 90,7 s, CalSky: 71,6 s) Abweichungen von bis zu 8 km bei der Berechnung des konkreten Verlaufes der ringförmigen Zone. Dies hat beispielsweise zur Folge, dass das Stadtzentrum von Milwaukee bei der NASA innerhalb des Pfades der Ringförmigkeit liegt, bei CalSky jedoch außerhalb lag.

## Orte in der ringförmigen Zone
| Land         | Ort                                                     | Dauer  | Uhrzeit (UT) | Bemerkung          |
| ------------ | ------------------------------------------------------- | ------ | ------------ | ------------------ |
| USA          | Omaha                                                   | 4m 7s  | 11:28        | [ Sichtbarkeit 1 ] |
| USA          | Des Moines                                              | 4m 1s  | 11:28        | [ Sichtbarkeit 1 ] |
| USA          | Milwaukee                                               | 0m 50s | 11:28        | [ Sichtbarkeit 2 ] |
| USA / Kanada | Sault Ste. Marie (Ontario), Sault Ste. Marie (Michigan) | 4m 18s | 11:33        |                    |
| Grönland     | Qaqortoq                                                | 4m 46s | 12:16        |                    |
| Island       | Reykjavík                                               | 4m 42s | 12:45        |                    |
| Färöer       | Viðareiði                                               | 2m 38s | 13:04        |                    |
| Norwegen     | Lillehammer                                             | 4m 53s | 13:25        |                    |
| Norwegen     | Oslo                                                    | 3m 15s | 13:27        |                    |
| Schweden     | Västerås                                                | 4m 50s | 13:33        |                    |
| Schweden     | Stockholm                                               | 4m 46s | 13:35        |                    |
| Schweden     | Örebro                                                  | 4m 25s | 13:33        |                    |
| Estland      | Pärnu                                                   | 2m 34s | 13:42        |                    |
| Lettland     | Riga                                                    | 4m 43s | 13:45        |                    |
| Belarus      | Wizebsk                                                 | 4m 36s | 13:52        |                    |
| Russland     | Woronesch                                               | 3m 58s | 14:04        |                    |
| Russland     | Wolgograd                                               | 4m 13s | 14:11        |                    |
| Kasachstan   | Aqtau                                                   | 3m 49s | 14:21        |                    |
| Turkmenistan | Türkmenabat                                             | 3m 40s | 14:25        | [ Sichtbarkeit 3 ] |
| Afghanistan  | Kabul                                                   | 3m 31s |              | [ Sichtbarkeit 4 ] |

1. 1 2  Sonne geht partiell verfinstert auf.
2. ↑  Bei Calsky außerhalb der Zone der Ringförmigkeit
3. ↑  Sonne geht partiell verfinstert unter.
4. ↑  Sonne geht unmittelbar nach Ende der Ringförmigkeit verfinstert unter

## Sichtbarkeit im deutschsprachigen Raum
Die Finsternis ist im deutschsprachigen Raum, als partielle Sonnenfinsternis, im ganzen Verlauf sichtbar. Die größte Verfinsterung im Nordosten, wird in Sassnitz auf Rügen mit maximal zu 79 % Bedeckung, erreicht. Die geringste Verfinsterung, wird im Südwesten in Zermatt im Schweizer Kanton Wallis, mit maximal zu 52 % Bedeckung erreicht.
| Land        | Ort               | Bedeckung | Bemerkung |
| ----------- | ----------------- | --------- | --------- |
| Schweiz     | Bern              | 54 %      |           |
| Schweiz     | Basel             | 56 %      |           |
| Österreich  | Salzburg          | 61 %      |           |
| Österreich  | Wien              | 65 %      |           |
| Deutschland | München           | 61 %      |           |
| Deutschland | Frankfurt am Main | 64 %      |           |
| Deutschland | Berlin            | 74 %      |           |
| Deutschland | Hamburg           | 74 %      |           |